# Paragould
La ville de Paragould est le siège du comté de Greene, dans l’État de l’Arkansas, aux États-Unis. Sa population s’élevait à 26 113 habitants lors du recensement de 2010, estimée à 28 232 habitants en 2016.

## Histoire
Le nom de la ville regroupe les noms de J. W. Paramore et Jason Gould, propriétaires de deux lignes de chemin de fer qui se croisaient à cet endroit. Paragould a été incorporée le 3 mars 1883. Son nom s’est également écrit Para-Gould et ParaGould .

## Personnalité
Huelet Benner (1917-1999), champion olympique de tir, est né à Paragould.

## Démographie
| Groupe          | Paragould | Arkansas | États-Unis |
| --------------- | --------- | -------- | ---------- |
| Blancs          | 95,6      | 77,0     | 72,4       |
| Métis           | 1,5       | 2,0      | 2,9        |
| Autres          | 1,3       | 3,6      | 6,4        |
| Afro-Américains | 0,8       | 15,4     | 12,6       |
| Amérindiens     | 0,5       | 0,8      | 0,9        |
| Asiatiques      | 0,3       | 1,2      | 4,8        |
| Total           | 100,0     | 100,0    | 100,0      |
|                 |           |          |            |
| Hispaniques     | 2,9       | 6,4      | 16,7       |

Selon l'American Community Survey, pour la période 2011-2015, 97,07 % de la population âgée de plus de 5 ans déclare parler l'anglais à la maison, 2,42 % l’espagnol et 0,51 % une autre langue.
| 1890  | 1900  | 1910  | 1920  | 1930  | 1940  |
| ----- | ----- | ----- | ----- | ----- | ----- |
| 1 666 | 3 324 | 5 248 | 6 306 | 5 966 | 7 079 |

| 1950  | 1960  | 1970   | 1980   | 1990   | 2000   |
| ----- | ----- | ------ | ------ | ------ | ------ |
| 9 668 | 9 947 | 10 639 | 15 248 | 18 540 | 22 017 |

| 2010   | - | - | - | - | - |
| ------ | - | - | - | - | - |
| 26 113 | - | - | - | - | - |

## Source
- (en) Cet article est partiellement ou en totalité issu de l’article de Wikipédia en anglais intitulé « Paragould, Arkansas » (voir la liste des auteurs).

1. ↑  Temple, Robert D. Edge Effects: The Border-Name Places (2e édition, 2009), iUniverse  (ISBN 978-0-595-47758-6), p. 320
2. ↑  (en) « Paragould, AR Population - Census 2010 and 2000 », sur censusviewer.com.
3. ↑  (en) « Population of Arkansas - Census 2010 and 2000 », sur censusviewer.com.
4. ↑  (en) « Language spoken at home by ability to speak English for the population 5 years and over », sur factfinder.census.gov.
5. ↑  « Statistiques des États-Unis - Arkansas - Profils des communautés de 2010 » (consulté en novembre 2020)